# الهرقل
الهرقل قرية في ناحية تلدو التابعة لمنطقة حمص في محافظة حمص في سورية.